# Anatoli Belov
Anatoli Filippovitsj Belov (Russisch: Анатолий Филиппович Белов) (Moskou, 1931) is een Sovjet-Russische basketballer die uitkwam voor het nationale team van de Sovjet-Unie. Hij kreeg de onderscheiding Meester in de sport van de Sovjet-Unie.

## Carrière
Belov speelde zijn gehele carrière bij Dinamo Moskou. Hij won met de Sovjet-Unie één keer goud op het Europees kampioenschap, in 1951.

## Erelijst
- Europees kampioenschap: 1
  - Goud: 1951